# Nicole Hensley
Nicole Hensley (née le 23 juin 1994 à Lakewood dans l'État du Colorado) est une joueuse de hockey sur glace américaine évoluant dans la ligue élite féminine en tant que gardienne de but. Elle est sélectionnée par l'équipe nationale des États-Unis aux Jeux olympiques de Pyeongchang en 2018 et remporte une médaille d'or puis en 2022 à Pékin où elle remporte une médaille d'argent. Elle a également représenté les États-Unis dans cinq championnats du monde, remportant trois médailles d'or et deux d'argent.

## Biographie

### En club
Elle réalise sa carrière universitaire auprès des Lions de Lindenwood, dans le championnat NCAA de 2012 à 2016. Elle établie de nouveaux records pour l'équipe avec un pourcentage d'arrêts de 92,1 %, 30 victoires et une moyenne de 4,09 . Ce dernier record est d'ailleurs la meilleure moyenne de l'ensemble du championnat NCAA . Elle a été nommée durant toute sa carrière universitaire « Étudiante de l'année » de sa division.
Elle réalise l'année de préparation olympique lors de la saison 2017-2018. Puis Hensley signe le 12 juin 2018 un contrat avec l'équipe avec les Beauts de Buffalo dans la Ligue nationale de hockey féminin .

### En équipe nationale
Nicole Hensley est sélectionnée pour la première fois parmi les trois gardiennes représentant l'équipe nationale des États-Unis lors des Championnats du monde 2016, où elle remporte avec son équipe une médaille d'or . Elle est à nouveau sélectionnée au championnat du monde 2017 où l'équipe remporte une autre médaille d'or.
En 2018, elle est sélectionnée pour jouer pour l'équipe nationale aux Jeux olympiques de Pyeongchang. Elle n'y joue qu'un seul match mais elle réalise un blanchissage en n'encaissant aucun but contre les Athlètes olympiques de Russie. Elle reproduit le même exploit contre la même équipe au cours de l'édition suivante de 2022 à Pékin, sur un score de 5 à 0, même si le tournoi se termine cette fois sur une médaille d'argent pour les États-Unis.

## Statistiques

### En club
| Saison    | Équipe              | Ligue |                            | Saison régulière           | Saison régulière           | Saison régulière           | Saison régulière           | Saison régulière           | Saison régulière           | Saison régulière           | Saison régulière           | Saison régulière           | Saison régulière           |                            | Séries éliminatoires       | Séries éliminatoires       | Séries éliminatoires       | Séries éliminatoires       | Séries éliminatoires       | Séries éliminatoires       | Séries éliminatoires       | Séries éliminatoires | Séries éliminatoires |
| Saison    | Équipe              | Ligue | PJ                         | V                          | D                          | Pr/N                       | Min                        | BC                         | Moy                        | % Arr                      | Bl                         | Pun                        | PJ                         | V                          | D                          | Min                        | BC                         | Moy                        | % Arr                      | Bl                         | Pun                        |                      |                      |
| 2012-2013 | Lions de Lindenwood | NCAA  | 28                         | 7                          | 16                         | 3                          |                            |                            | 3,42                       | 92,2                       |                            |                            |                            |                            |                            |                            |                            |                            |                            |                            |                            |                      |                      |
| 2013-2014 | Lions de Lindenwood | NCAA  | 33                         | 5                          | 25                         | 3                          |                            |                            | 3,31                       | 92,1                       |                            |                            |                            |                            |                            |                            |                            |                            |                            |                            |                            |                      |                      |
| 2014-2015 | Lions de Lindenwood | NCAA  | 30                         | 10                         | 17                         | 2                          |                            |                            | 2,71                       | 91,6                       |                            |                            |                            |                            |                            |                            |                            |                            |                            |                            |                            |                      |                      |
| 2015-2016 | Lions de Lindenwood | NCAA  | 32                         | 8                          | 20                         | 4                          |                            |                            | 2,52                       | 92,2                       |                            |                            |                            |                            |                            |                            |                            |                            |                            |                            |                            |                      |                      |
| 2018-2019 | Beauts de Buffalo   | LNHF  | 15                         | 5                          | 1                          | 0                          | 360                        | 9                          | 1,50                       | 93,5                       | 2                          |                            | 1                          | 0                          | 1                          | 60                         | 2                          | 1,97                       | 93,5                       | 0                          |                            |                      |                      |
| 2019-2020 | Minnesota           | PWHPA | Statistiques indisponibles | Statistiques indisponibles | Statistiques indisponibles | Statistiques indisponibles | Statistiques indisponibles | Statistiques indisponibles | Statistiques indisponibles | Statistiques indisponibles | Statistiques indisponibles | Statistiques indisponibles | Statistiques indisponibles | Statistiques indisponibles | Statistiques indisponibles | Statistiques indisponibles | Statistiques indisponibles | Statistiques indisponibles | Statistiques indisponibles | Statistiques indisponibles | Statistiques indisponibles |                      |                      |
| 2020-2021 | Minnesota           | PWHPA | 3                          | 3                          | 0                          | 0                          |                            |                            | 1,33                       | 95,6                       | 0                          |                            |                            |                            |                            |                            |                            |                            |                            |                            |                            |                      |                      |
| 2022-2023 | Team Sonnet         | PWHPA | Statistiques indisponibles | Statistiques indisponibles | Statistiques indisponibles | Statistiques indisponibles | Statistiques indisponibles | Statistiques indisponibles | Statistiques indisponibles | Statistiques indisponibles | Statistiques indisponibles | Statistiques indisponibles | Statistiques indisponibles | Statistiques indisponibles | Statistiques indisponibles | Statistiques indisponibles | Statistiques indisponibles | Statistiques indisponibles | Statistiques indisponibles | Statistiques indisponibles | Statistiques indisponibles |                      |                      |

### En équipe nationale
| Année | Équipe     | Compétition          |   | PJ | V | D | Pr/N | Min | BC   | Moy  | % Arr | Bl | Pun               |  | Résultat |
| 2016  | États-Unis | Championnat du monde | 1 | 1  | 0 | 0 |      |     | 0    | 100  | 1     |    | Médaille d'or     |  |          |
| 2017  | États-Unis | Championnat du monde | 3 | 3  | 0 | 0 |      |     | 0,63 | 96,4 | 2     |    | Médaille d'or     |  |          |
| 2018  | États-Unis | Jeux olympiques      | 1 | 1  | 0 | 0 |      |     | 0    | 100  | 1     |    | Médaille d'or     |  |          |
| 2021  | États-Unis | Championnat du monde | 5 | 2  | 1 | 0 |      |     | 1    | 93,9 | 2     |    | Médaille d'argent |  |          |
| 2022  | États-Unis | Jeux olympiques      | 1 | 1  | 0 | 0 |      |     | 0    | 100  |       |    | Médaille d'argent |  |          |
| 2022  | États-Unis | Championnat du monde | 5 | 4  | 1 | 0 |      |     | 1,08 | 93   |       |    | Médaille d'argent |  |          |
| 2023  | États-Unis | Championnat du monde | 1 | 1  | 0 | 0 |      |     | 1,01 | 92,3 |       |    | Médaille d'or     |  |          |

## Trophées et honneurs personnels

### Ligue professionnelle de hockey féminin
- 2024 : participe au Match des étoiles de la LPHF